# Amarna Miller
Amarna Miller (29 de outubro de 1990; Madri), cujo nome real é Marina, é uma ex-atriz pornográfica espanhola. Atualmente define-se como criadora de conteúdo digital e  estratégia criativa, segue muito focada em sua faceta como ativista, dando palestras e escrevendo artigos e guias pelos direitos das trabalhadoras sexuais. Seu nome artístico é uma combinação entre uma região oriental do rio Nilo chamada de Amarna e do escritor Henry Miller.

## Biografia
Licenciou-se em Belas Artes pela Universidade Européia de Madri. Debutou no cinema X aos 19 anos, num filme dirigido e produzida por ela mesma. Durante 5 anos trabalhou com sua própria produtora, Omnia-X.
No plano pessoal, mostra grande interesse pelas antiguidades, fotografia e viagens ao redor do mundo. Numa de suas viagens, durante sua estadia em Filipinas em setembro de 2017, sofre um grave acidente que lhe manteve inativa uma temporada.
Declara-se abertamente bisexual, identifica-se com o poliamor e entre suas tendências está o BDSM. Não professa nenhuma religião e é uma atea convencida. Ideológicamente, dá seu apoio ao partido político Podemos (concretamente, ao setor representado por Íñigo Errejón) e mostra sua admiração pelo ex-presidente uruguaio José Mujica.
Utiliza seu canal de YouTube como médio para transmitir ideias sobre sustentabilidade meio ambiental e ruptura de estigmas. Neste canal relata experiências como viver um mês na sua furgoneta (onde finalmente optou por residir), não produzir lixo ou não consumir produtos de origem animal (atualmente é vegana).
Desde março de 2018 tem uma página no Patreon, um lugar de crowdfunding que lhe permite  subvencionar seus vídeos e atividades, recompensando a seus seguidores com vantagens exclusivas.
Ainda que não deu um adeus definitivo à pornografia, mas deixou de rodar voluntariamente desde princípios do 2017 porque deseja viver experiências novas. É consciente da dificuldade deste novo caminho devido ao estigma que sofre por se ter dedicado ao trabalho sexual, segundo suas próprias palavras «O pior do pornô não tem que ver com o pornô senão como a sociedade entende o sexo e o estigma constante ao que tens que te enfrentar».

## Carreira profissional

### Início
Antes de começar seus estudos universitários em Madri sentia-se frustrada, fora de lugar e sem saber que fazer com sua vida. Esta situação começa a alterar para suas 18 anos, ao posar adiante das câmaras e sentir-se bem com sua imagem.
A ideia de dedicar-se a algo relacionado com o sexo começa a crescer em sua cabeça, mas os primeiros projetos que lhe oferecem na indústria pornográfica foram decepcionantes, abandona a ideia e se centra na fotografia, tomando imagens de seus amigos com os conhecimentos adquiridos na faculdade universitária.
Surge a ideia de criar uma produtora que rompa com a estética clássica da pornografía e com 19 anos cria Omnia-X com a que começa a realizar fotografias e mais tarde vídeos. Ao cabo de um ano, a empresa Abby Winters contacta com ela para rodar em Amsterdã suas primeiras cenas num âmbito profissional. Em 2013 fecha Omnia-X, termina seus estudos e começa a rodar nosEstados Unidos.

### Pornografía ética e feminista
Gravou mais de 400 cenas de cinema para adultos, trabalhando com produtoras como Private, Dorcel, Bang Bros, Blacked ou Sex Art, além de rodar cinema erótico, artístico e autogestionado com Four Chambered Heart.
Declara-se feminista e defensora do movimento LGTB, o que lhe levou a ser objeto de polêmica por manter pontos de vista pouco compreensíveis para alguns setores da sociedade.
Em maio de 2016 deu uma palestra com as deputadas do Podemos, Beatriz Gimeno e Clara Serra sob o título: “Sexo, pornô e feminismo”, na qual declarou que o pornô não se pode usar como educador sexual mas como reflexo de todo o tipo de fantasias sexuais de homens e mulheres. A presença de uma actriz porno nesta palestra não foi bem vista por determinados círculos feministas.
Repete palestra com Clara Serra em 2017, desta vez acompanhadas do actor porno Aday Traun, na Universidade Carlos III de Madri baixo o  título “Pornografía e diversidade”. Nesta ocasião  aproveitou para criticar alguns estereotipos da indústria pornográfica.
Numa terceira conferência com Clara Serra (“Torremolinos Antimachista”) junto a Eduardo Serra, fez um apelo aos homens para que se unam à luta feminista e se enfrentem aos comportamentos machistas de seus congêneres.
Apesar de ser partidária de uma pornografía feminista, reconhece que trabalha em «uma indústria feita por e para homens» e que «se só rodasse pornô feminista não pagaria nem meia fatura».
Outro conceito muito utilizado por ela é o de pornografia ética, baseado no respeito aos atores e atrizes: salário, contratos, condições de trabalho, etc. No festival Primeira Pessoa de 2015 explicou que estes direitos estão longe de se cumprir, só Estados Unidos tem mecanismos de controle e queixa destas situações. Continua aprofundando neste tema com duas palestras no ano 2017; a primeira na Sala Sentidos de Colômbia e a segunda em Ames (La Coruña)], numas jornadas sobre Igualdade e Prevenção da Violência de Gênero.

### Publicações
Em 2015, publicou seu primeiro livro chamado Manual de psiconáutica com o editorial Lapsus Calami, cuja profissionalidade e procedimentos de edição  têm sido questionados publicamente tanto por ela como por outros autores.
Conta com o prólogo de Nacho Vigalondo, o epílogo de Lua Miguel e entrelaça poesia e fotografia.
Também tem escrito o prólogo do livro @Alicia_hot de Alejandro Ruiz Morillas publicado por Esdrújula Edições, a resenha do livro Pós coño de Gaby Bess publicado pelo Gaviero Edições (ambos em 2015) e o prólogo do livro X de Risto Mejide, publicado por Espasa em 2016.
Em 2018 publica em formato digital A guia responsável para falar do trabalho sexual na mídia, contém entrevistas com Valérie May, Shirley McLaren e Natalia Ferrari. Esta guia trata de arrojar luz sobre a informação que recebemos nos meios de comunicação sobre o trabalho sexual, para sua autora uma informação que em demasiadas ocasiões reproduz ideias estereotipadas favorecendo a discriminação de colectivos oprimidos.

### Outros trabalhos
Em 2017 protagoniza seu primeiro filme convencional telefonema "Contigo no, bicho" dirigida por Álvaro Alonso e Miguel Ángel Jiménez que foi apresentada no Festival de Málaga..
Em setembro de 2017, o Ateneo de Madri apresenta a exposição Art of Somoza do artista Iván M.I.E.D.H.Ou.  Amarna Miller participa como modelo principal e colabora com a primeira bailarina do Ballet Nacional de Espanha, Imaculada Salomón e o escritor José Carlos Somoza.
Em março de 2018, o retrato de Amarna Miller, Poder Alba, realizado pelo artista Iván M.I.E.D.H.Ou., é uma das obras selecionadas como principal e protagonista na exposição Waiting for the Spring.
Em julho de 2018 publicou o Manifesto Amarna, uma peça de videoarte de um minuto de duração dirigido por Tessa Doniga, no que fala de quem é e das coisas nas que crê.

## Prêmios e nomeações
- Prêmio TEA à melhor actriz (2017)
- Prêmio Ninfa  ao melhor site pessoal (2015 e 2016)
- Prêmio Ninfa à melhor actriz porno espanhola (2014)
- Indicada aos Prêmios AVN à Artista feminina estrangeira do ano (2016 e 2017)
- Indicada aos Prêmios TEA à melhor cena TS do ano (2016)
- Indicada aos Prêmios DDF à BDSM sex goddess (2015)
- Indicada ao Prêmio Ninfa à melhor actriz porno revelação espanhola (2013)